# Chabuata associata
Chabuata associata là một loài bướm đêm trong họ Noctuidae.